# Chloraea deflexa
Chloraea deflexa là một loài thực vật có hoa trong họ Lan. Loài này được Ravenna mô tả khoa học đầu tiên năm 2001.